# Hans Reiser (Schriftsteller)

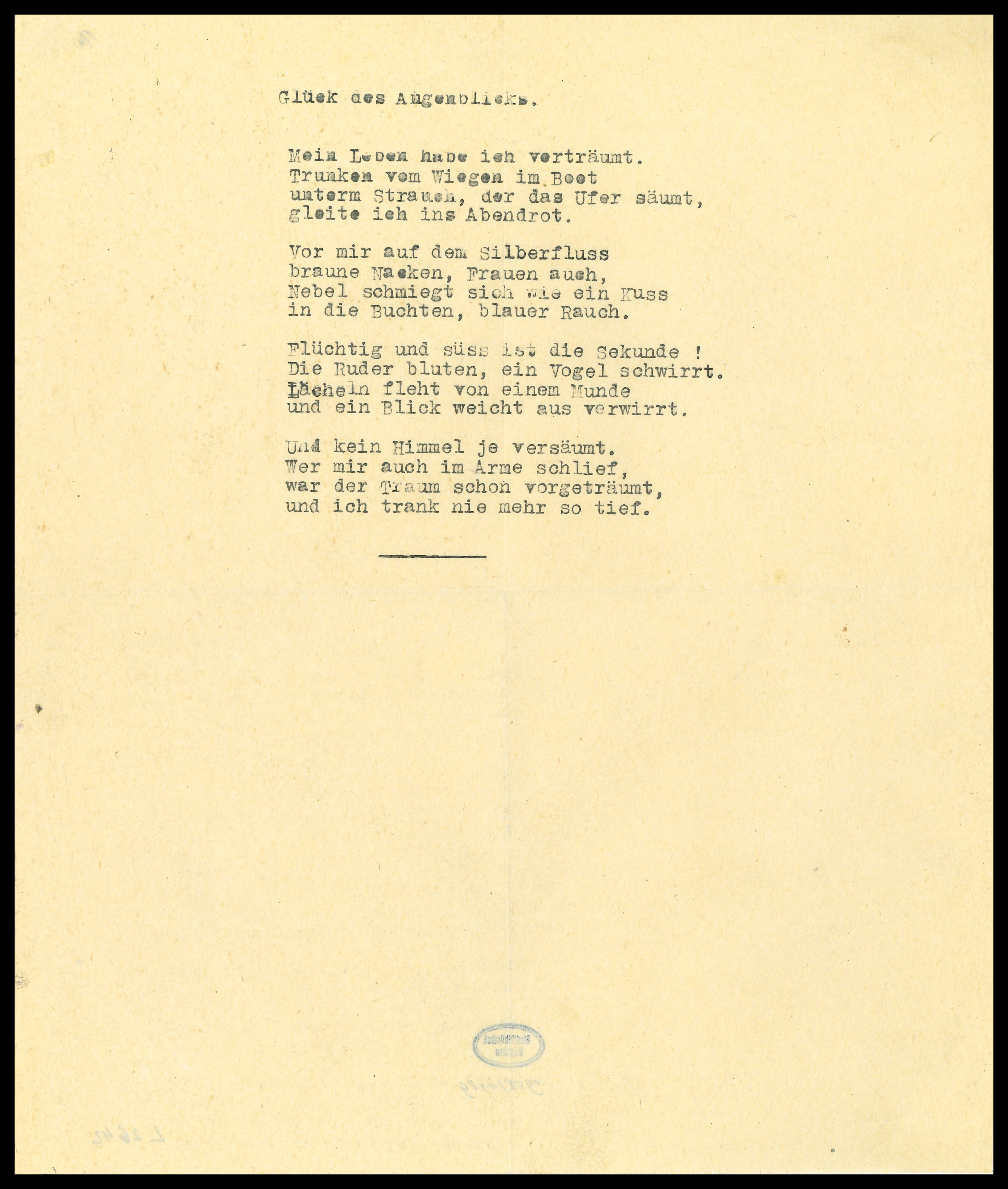
Typoskript des Gedichts „Glück des Augenblicks“, um 1930

Hans Reiser (* 29. März 1888 in München; † 4. August 1946 ebenda) war ein deutscher Schriftsteller.

## Leben
Hans Reiser war der Sohn eines Fabrikarbeiters. Nach dem Besuch der Volksschule begann er eine Lehre als Schlosser. Er brach diese ab und wechselte zur Glasmalerei. Nach dem erneuten Abbruch der Ausbildung ging er nach Eisenach, wo er in einer Autofabrik als Fräser arbeitete. Nach einem schweren Arbeitsunfall kehrte er nach München zurück und war dort als Büroangestellter tätig. Später begab er sich auf eine zweijährige Wanderschaft, die ihn nach Tirol, Italien und in die Schweiz führte. Nach seiner Rückkehr pflegte er in München Verbindungen zur Schwabinger Bohème. Um 1910 gab er endgültig seine Versuche auf, einen bürgerlichen Beruf auszuüben. 1913 heiratete er zum ersten Mal; bis 1914 lebte er in Brüssel. Bei Ausbruch des Ersten Weltkriegs meldete er sich in München als Freiwilliger und nahm bis 1918 als Soldat an der Westfront an den Kampfhandlungen teil.
Nach dem Ende des Ersten Weltkriegs lebte Hans Reiser in Bad Tölz, wo
er seinen Lebensunterhalt mit Schreinerarbeiten verdiente. Nachdem seine erste Ehe geschieden worden war, heiratete er zum zweiten Mal; auch diese Verbindung scheiterte. Ab 1920 war Reiser Fabrikarbeiter in München; daneben beschäftigte er sich mit kunstgewerblichen Zeichnungen und dem Verfassen literarischer Werke. 1928 reiste er zu Studienzwecken nach Peru; die einjährige Durchquerung des Landes beeinflusste ihn maßgeblich. Er kehrte nach Deutschland zurück und lebte in den folgenden Jahren in Berlin. 1932 unternahm er seine zweite Reise nach Peru, diesmal im Rahmen der Montaña-Expedition, die beabsichtigte, dort ein kollektives Siedlungsprojekt zu verwirklichen. Obwohl dieses Projekt rasch scheiterte, worüber er 1936 in seinem Buch Einer ging in die Wildnis schrieb, blieb Reiser mehrere Jahre in Peru. Er betätigte sich als Landwirt und studierte gleichzeitig die Natur und Kultur des Landes. Während seines Aufenthalts hielt er seine Eindrücke in zahlreichen Aquarellen von ethnografischer Qualität fest. Eine schwere Tropenkrankheit zwang ihn 1935 zur Rückkehr nach Deutschland.
In den folgenden Jahren lebte Reiser an wechselnden Orten: Anfangs in Berlin, dann in Oberbayern, von 1938 bis 1939 in Italien, 1939/1940 in Tirol und schließlich ab 1941 in dem oberbayerischen Ort Oberdießen.
Hans Reiser war Verfasser von Romanen, Erzählungen und Gedichten.
Er war 1920 mit seiner Novelle Nacht einer der ersten deutschen Autoren, der seine Kriegserfahrungen literarisch verarbeitete. Reisers Werk weist zwei thematische Schwerpunkte auf: zum einen das Vagabundenleben, wie es in den Romanen Cherpens Binscham, der Landstreicher, Yatsuma und Der geliebte Strolch (einer fantastischen Version der Biografie des François Villon) geschildert wird, zum anderen die Erfahrung der Peru-Aufenthalte, die ihren Niederschlag in den ab 1936 erschienenen Werken fanden.
Hans Reisers Nachlass befindet sich in der Münchner Stadtbibliothek.

## Werke
- Der Freund. München 1907.
- Cherpens Binscham, der Landstreicher. Stuttgart u. a. 1920, online – Internet Archive.
- Die Nacht. Stuttgart u. a. 1920.
- Der Ausflug oder Leiden der Ehe. Stuttgart u. a. 1921.
- Holdeguck und Dieterwackl oder Die Reise ins Wunderland. Stuttgart u. a. 1921.
- Sonette. Leipzig 1923.
- Yatsuma. Berlin 1926.
- Der geliebte Strolch. Leipzig 1928.
- Abenteuerliche Wanderung durch Peru. Berlin-Schöneberg 1932.
- Einer ging in die Wildnis. Leipzig 1936.
- Shiri Kaipi vom Amazonas. Berlin 1938.
- So war das mit Tetjus Uhl. Eine Robinsonade. Die Heimbücherei, Berlin 1939.
- Das Auge der Göttin. Böhmisch-Leipa 1940.
- Goldklumpen am Rio Pastaza. Böhmisch-Leipa 1940.
- Der neue Binscham. Böhm.-Leipa 1940.
- Indios. Braunschweig 1941.
- Im Busch. Böhmisch-Leipa 1943.